# Vladimír Novák (malíř)
Vladimír Novák (30. dubna 1947 Louny – 23. července 2024) byl český malíř, grafik a ilustrátor. Byl zakládajícím členem Volného seskupení 12/15: pozdě, ale přece. 

## Život
Vladimír Novák se narodil v Lounech v rodině úředníka. Roku 1949 se rodina přestěhovala do Nymburka a odtud roku 1951 do Prahy. Prázdniny trávil v Blšanech u Loun u svého strýce, kde kreslil a maloval krajinu Českého středohoří. V letech 1963–1967 absolvoval Střední odbornou školu výtvarnou na Hollarově náměstí v Praze. Od roku 1967 studoval na Akademii výtvarných umění v Praze v ateliéru monumentální malby Arnošta Paderlíka. Kromě toho navštěvoval školu grafiky na AVU, kde působil Jiří John a do roku 1970 ji vedl Vojtěch Tittelbach.
Roku 1969 jako člen komparzu souboru Camerata Nova procestoval celou Itálii. Poprvé vystavoval spolu s V. Bláhou a M. Rittsteinem roku 1972 v divadle E.F. Buriana. Akademii absolvoval roku 1973 sérií obrazů na téma knihy Isaaka Babela Rudá jízda, když mu předtím škola zamítla tři jiná témata. Jeho spolužáky na střední a vysoké škole byli Michael Rittstein, Petr Pavlík, Tomáš Švéda, Jiří Beránek a Václav Bláha.
Absolventi Akademie, kteří končili studia v době normalizace a odmítli se přizpůsobit tehdejšímu neostalinskému režimu, prakticky nemohli až do roku 1989 vystavovat v galeriích kontrolovaných SČVU. Roku 1976 sice Svaz uspořádal ve třech výstavních síních výstavu nazvanou „Umění mladých“ a pokusil se část umělců zkorumpovat nabídkou různých prebend, ale výsledkem bylo spíše jejich stmelení v odporu k moci. Vladimír Novák se z existenčních důvodů až do konce 80. let živil jako ilustrátor literatury pro mládež. Získal i významná ocenění za ilustrace ke knize Moře, objevy, staletí (1981).
Roku 1978, při výročí 10 let sovětské okupace, se zúčastnil neoficiální výstavy Konfrontace v Mikrobiologickém ústavu ČSAV, kterou režim vzápětí zakázal a vystavujícím hrozil postihy. Mladých umělců se tehdy zastal ředitel Národní galerie Jiří Kotalík. Samostatně vystavoval poprvé roku 1979 v Činoherním klubu a i poté pouze v malých neoficiálních galeriích (Divadlo v Nerudovce, 1981, ÚKDŽ, 1983, Galerie Na bidýlku – Brno, Galerie Opatov, 1986) nebo soukromě (akce Prostor s Jiřím Beránkem, Galerie H, 1985). První samostatnou oficiální výstavu Novákových obrazů uspořádala až roku 1987 Hana Rousová v Galerii hlavního města Prahy.
Mladí malíři a sochaři, později označovaní jako „generace sedmdesátých let“, se scházeli v ateliéru Petra Pavlíka, kam přicházel pravidelně také Jindřich Chalupecký. Kromě ojedinělých skupinových výstav grafiky a kreseb (Zámek Rychnov nad Kněžnou, 1980, MKS Dobříš, 1980, Hájenka ve Hvězdě, 1981) měli někteří z nich možnost představit svou tvorbu roku 1981 v Galerii umění Karlovy Vary. Po polovině 80. let se tato generace musela vyrovnat s nástupem mladších umělců, kteří právě ukončili studia a hlásili se o pozornost prostřednictvím neoficiálních výstav („Konfrontace I–VI“, 1984–1987).
V reakci na vznik skupiny Tvrdohlaví založili v červnu 1987 Volné seskupení 12/15 Pozdě, ale přece a adresovali tehdejšímu Svazu českých výtvarných umělců svůj manifest. Skupina se představila poprvé roku 1988 na legendární výstavě v jízdárně zámku v Kolodějích, kterou navštívilo 12 000 lidí. Před pádem komunistického režimu se Vladimír Novák zúčastnil ještě dalších neoficiálních výstav (Lidový dům ve Vysočanech, 1988, Fórum 88) a roku 1989 byl zastoupen na výstavě Inoffiziel, Tschechisches Kunst 1968–1989 v Regensburgu. Roku 1991 uspořádala výstavu Seskupení 12/15 Národní galerie v Městské knihovně v Praze.
Vladimír Novák se roku 1975 oženil se spisovatelkou Alexandrou Berkovou, se kterou měl syna Ernesta a dceru Nikolu, která je rovněž malířkou. Po rozvodu se roku 2003 oženil s italskou slavistkou a profesorkou literatury v Miláně Serenou Vitale. Cestovat do zahraničí mohl až po roce 1989. Roku 1996 pobýval s dcerou Nikolou v Madridu, roku 2005 se svou ženou Serenou v Benátkách. Od počátku 90. let vystavoval pravidelně ve významných výstavních síních (GU Karlovy Vary, Míčovna Pražského hradu, Mánes, G. Benedikta Rejta, OG Liberec, Topičův salon, aj.)
V 80. letech se podílel na vzniku neoficiálního sborníku Šedá cihla a spolupracoval na projektu Krabičky, který inicioval Joska Skalník a Jazzová sekce. Po roce 1989 byl členem Nové skupiny, která sdružovala významné umělce 60. a 70. let. Vladimír Novák žil a pracoval střídavě v Praze a v Miláně.
Zemřel v červenci 2024 ve věku 77 let.

## Dílo
Vladimír Novák podával s nezvyklou naléhavostí a obdivuhodným malířským přednesem věčně se navracející pochybnosti i toužebná očekávání člověka stiženého existenciálním nepokojem a neseného nadějným vzhlížením. Díky své schopnosti analyzovat a přitom zůstat spontánní si vytvořil vlastní výtvarný jazyk, založený především na využití výrazových vlastností barvy a na emocionálním účinu velkoryse uvolněného malířského rukopisu, podložený zájmem o vzájemné působení psychických a fyzických sil člověka, o různorodost racionálního, intuitivního a smyslového vnímání.
Patřil k umělecké generaci, která studovala v liberálním ovzduší konce šedesátých let, ale školu ukončila v nejhorším období normalizace v první polovině sedmdesátých let, kdy byla československá společnost opět izolována od okolního světa a bez kontaktů se zahraničním uměním, zanikly výtvarné časopisy a galerie podřízené SČVU změnily výstavní program. Předchozí období 60. let se naproti tomu vyznačovalo velkou formální pluralitou uměleckého výrazu a společné mu byly pouze obsahové zřetele. Profesorský sbor po srpnové okupaci ještě udržel na Akademii poměrně liberální prostředí, ale mimo školu prostor pro výstavy svobodné tvorby přestal existovat již krátce po roce 1969.
Generace 70. let si postupně vytvářela svůj vlastní kolektivní estetický kód, zdůrazňující úlohu metaforického sdělení, které v zašifrované formě skrývalo etické hodnocení společnosti. Vyjadřovali se tradičními prostředky malby, neboť byli přesvědčeni, že forma musí být až důsledkem tvorby, když prvotní je sdělení, obsah, poselství zdůrazněné etické povahy. Na pozadí neutěšené ztuhlé společenské situace se v jejich ateliérech rozvíjelo umění velké duchovní svobody a důraznosti, živě reflektující svět, ve kterém se ocitlo. Udržovali také nepřerušenou kontinuitu s významnými umělci starší generace, kteří byli po srpnové okupaci pronásledováni režimem a vytěsněni z veřejného prostoru. Centrem malířského vyjádření obou těchto generací se stala figura v roli mravního zrcadla společnosti i jako výraz individuálních lidských postojů. Výpověď o tísnivé existenci a osudu země byla zašifrována do vážných a mravně apelativních děl. Vznikla zvláštní odrůda české existenciální figurace, která v alegorizované podobě vstřebala tíhu a smutek své doby. S odstupem času se situace výtvarníků generace sedmdesátých let jeví jako mezní. Její místo na umělecké scéně se ozřejmilo zejména koncem 80. let, s nástupem mladších umělců (Tvrdohlaví), kteří již pod vlivem mezinárodního postmoderního umění nastolovali odlišný program.
Generaci sedmdesátých let patří zásluha za převedení domácí tradice nezávislé tvorby z 60. let do období konce let osmdesátých a za udržení kontinuity vývoje českého výtvarného umění i jeho svébytného místa v evropském kontextu. Tito umělci se k tomuto dědictví programově hlásili a navazovali zejména na českou verzi existenciální figurální malby, která vzešla ze strukturální abstrakce počátku 60. let a používala symbol lidského těla jako druh morálního zrcadla společnosti. Aktualizovat osud člověka v současném světě prostřednictvím malby a sochařství znamenalo u většiny udržet distanc a pozici nemilosrdného a nekompromisního pozorovatele (Sozanský, Rittstein, Bukovský). Společnou inspirací byly expresivní proudy „Nové figurace“ nebo „Česká groteska“.
Novák patřil k těm, kdo se záměrně vyhýbají zobecňujícím kritickým soudům a mravním apelům a místo toho zkoumají vlastní postoje a morálku ve vztahu ke světu, ve kterém žijí. Jeho tvorba patří v těchto souvislostech k nejosobnějším a nejdůraznějším projevům. Nezabývá se prostým zpodobováním lidí a věcí, ale zachycuje osudové situace, kde figura svou naléhavou přítomností v prostoru obrazu koncentruje veškerou pozornost. Tématem Novákových obrazů není pouze figura, ale neustálý zápas o její napřimování, který s každým obrazem znovu začíná.
Jeho průsvitné hlavy a portréty bez psychologizujících charakteristik, pocházející z konce 60. let, vypovídají o nezřetelnosti skutečnosti (Muž ve větru, 1968). Figura nekráčí po zemi, ale utkvívá v prostoru, který je spíše jakousi vzdouvající se matérií než krajinou. Ještě v době studií vytvořil několik obrazů se shluky manýristicky protažených figur (Dívají se každý jinam, 1971–1972), ale jeho kresby a grafiky ze stejné doby předznamenávaly existenciální témata. Nalomené figury v hraničních situacích mají blízko k malbám Jitky Válové a postupné oprošťování tvaru až k jakýmsi štíhlým a protaženým idolům se hlásí k dílům Alberta Giacomettiho.
Ve druhé polovině 70. let dospěl k podstatnému přehodnocení malířského výrazu a částečně i formy, diktované zhuštěnou emocí. Jeho tehdejší silně abstrahovaná malba se zabývá vymezením prostoru pro figuru redukovanou na pouhý fragment v barevném poli. Šlo spíše o záznamy událostí, napětí, neklidu a existenciální úzkosti, kde důležitou roli hrála kultivovaná barevnost téměř monochromního ladění (Prostor pro figuru, 1977).
Na počátku 80. let maloval převážně na sololitu, experimentoval s netradičními formáty skládaných nebo vyřezaných ploch a dospěl k autentickému a nezaměnitelnému výrazu. Novákovo pojetí obrazu je monumentální, nevyhýbá se sexuálním tématům (Průnik, 1984, Sen, 1987), a zároveň je v něm obsažena zvláštní zranitelná křehkost, která dodává obrazu naléhavost a živost. Jeho tehdejší tvorba se koncentruje na téma vratkosti lidské identity v moderní společnosti a zdůrazňuje spíše intelektuální pól jeho osobnostního založení. Přelomovou událostí a vyvrcholením experimentů se smyslem a funkcí obrazu byla roku 1985 jeho privátní akce se sochařem Jiřím Beránkem v Kostelci nad Černými lesy (Prostor, 1985), při které proměnili zahradu, dvůr a přízemí domu v jakousi „prostorovou koláž“ z obrazů, soch, drobných staveb a zemních prací, to vše pouze pro okruh přátel a zasvěcených příznivců umění.
V polovině 80. let se výtvarná scéna změnila s novou generací absolventů a žáků Akademie i v reakci na novou vlnu v německém umění (Neue Wilde), která potvrdila význam obrazu, včetně nového zhodnocení smyslových kvalit malířského gesta. Novákova malba se radikalizovala – namísto klidné reflexe se objevuje agresivní barevná exprese koncentrovaných emocí. Tuto proměnu nejlépe ilustruje monumentální dílo Bez názvu (1986) ve sbírce Národní galerie. V diagonální a dynamické barokní kompozici prostoru se dramatickým osvětlením osamostatňují tvarové prvky, nabité magickou tajemností. Řada obrazů z této doby vystupňovala do krajnosti pocit tělesnosti, ohrožené agresivitou a násilím. V těchto nejniternějších projevech malířovy senzibility se mísí psychoanalytická imaginace s existenciální úzkostí a agresivní expresí. V dílech, která navozují představu úzkostného snu, se objevují rotující sloupy, valící se kotouče a nástroje pomyslné tortury jako zašifrované společenské významy (Pokus o únik, 1988–1989). V závěru 80. let některá témata obrazů reflektují netrpělivost se zkostnatělým režimem, který se úporně držel moci, i když se výtvarníkům mezitím otevřely nové příležitosti vystavovat v nezávislých galeriích a monopol státních galerií ovládaných SČVU se postupně hroutil (Nemožný dialog, 1987, Český sen, 1988).
Pád komunistického režimu znamenal pro Nováka po krátké tvůrčí odmlce uvolnění přetlaku a zklidnění i podstatné formální inovace, diktované patrně úvahami nad smyslem obrazu ve změněné společenské situaci. Opouštění generačních programů a prohloubení osobního přístupu se projevilo volbou témat (Já se svým otcem, 1990, Danae, 1991, Krajina z dětství, 1993), otevřením prostoru, zjemněním i stříbřitě sametovým koloritem. V cyklu Z vidění svatého Jana, určeném pro litoměřické sympozium k poctě Octavio Broggiovi (1993), je princip tělesnosti vystřídán odhmotněním a vzdušnou atmosférou, odpoutáním od pozemských traumat a směřování k obecnějším a hlubším významům. Ve druhé polovině 90. let se v obrazech osamostatnila dramatická a dynamická lineární kresba figury, opět ve vztahu ke krajině nebo naznačené architektuře (Krajina, 1996). Novým fenoménem se stala voda (Voda, 1998) a zvláštní nedefinovatelné a vše prostupující rozptýlené světlo, v němž levitují objekty (Smrt zajíce, 1997). Témata obrazů byla často velmi privátní a třetí verze Muže ve větru (1998) s drobnou figurou, která se téměř ztrácí v běsnění živlů, reflektovala i krize, kterými procházely rodinné vztahy (Návrat ztraceného syna, 1998, Ernest, 1999).
V Novákových obrazech vždy hrála významnou roli sytá čerň jako akcent i jako ukotvení celé kompozice (Únik, 1978). Díla z přelomu tisíciletí (Naposled, 1999–2002) předznamenávala celou sérii černých obrazů, v nichž se uplatňují záhadné kosmické jevy, explozivní energetické události, temné hlubiny i levitující podivuhodné věci i figury, jejich znaky a fragmenty (Černá série, 2000–2001). Barvy na černém pozadí září plnou silou a víří v jakýchsi nezvladatelných bdělých snech a vizích, jako by malíř zahlédl explozi pramenů života nebo se zastavil nad jícnem sopky.
V obrazech z doby po roce 2010 byl malířský projev uvolněný a gestický, vedený výjimečnou citlivostí k "lidské situaci". Figury postrádaly individuální rysy a stávaly se zástupným symbolem a esencí lidství, zasazenou do lůna universa. Intenzivní barevnost obrazů se stala jevištěm vesmírného stvořitelského pohybu, v němž rotují hvězdy a kmitají roje energetických emanací. Obrazy se zaplnily expresivním množstvím forem vyprávějícími o násilí, křehkosti, hloubce a mukách v reakci na přetrvávající propast v rovině myšlenek a pocitů. Rozměrná plátna Vladimíra Nováka, zobrazující smyšlené krajiny a prostory, promlouvají k divákovi svojí velkou osobní otevřeností. V symbolické formě zobrazují současnou nejistou pozici lidstva na konci 20. století.
Novákův nezaměnitelně osobní malířský projev, který je syntézou prožívání vnějšího, často odtažitého světa, i nejniternějších myšlenek a pohnutek, je dílem nepominutelné hloubky a síly, promlouvajícím o lidském údělu a bohatosti existence.

### Grafika a kresba
Vladimír Novák pro absolvování střední školy původně zvažoval studium grafiky na AVU a po jako student v ateliéru monumentální malby docházel i do grafického ateliéru. V té době vytvořil řadu grafických listů, převážně technikou leptu, akvatinty a litografie. Grafikou a kresbou se zabýval i po absolutoriu. V době normalizace mu ilustrování knih pomohlo překonat dobu, kdy nesměl vystavovat své obrazy.
Kvašové kresby představují svébytnou a plnohodnotnou součást jeho díla. Nepodléhaly tak striktní kontrole normalizačního SČVU a byly několikrát vystaveny samostatně (Galerie na Bidýlku – Brno, 1986, Malá galerie Československého spisovatele, 1989, Galerie Gambit, 2002, Galerie umění Karlovy Vary, 2003, Oblastní galerie Liberec, 2005) i na skupinových výstavách (Galerie Fronta, Praha, 1973, 1977, Zámek Rychnov nad Kněžnou, 1980, Letohrádek Ostrov, 1983, AJG Hluboká, 1984, Galerie H, 1984, 1986, ad.)

### Galerie (výběr)

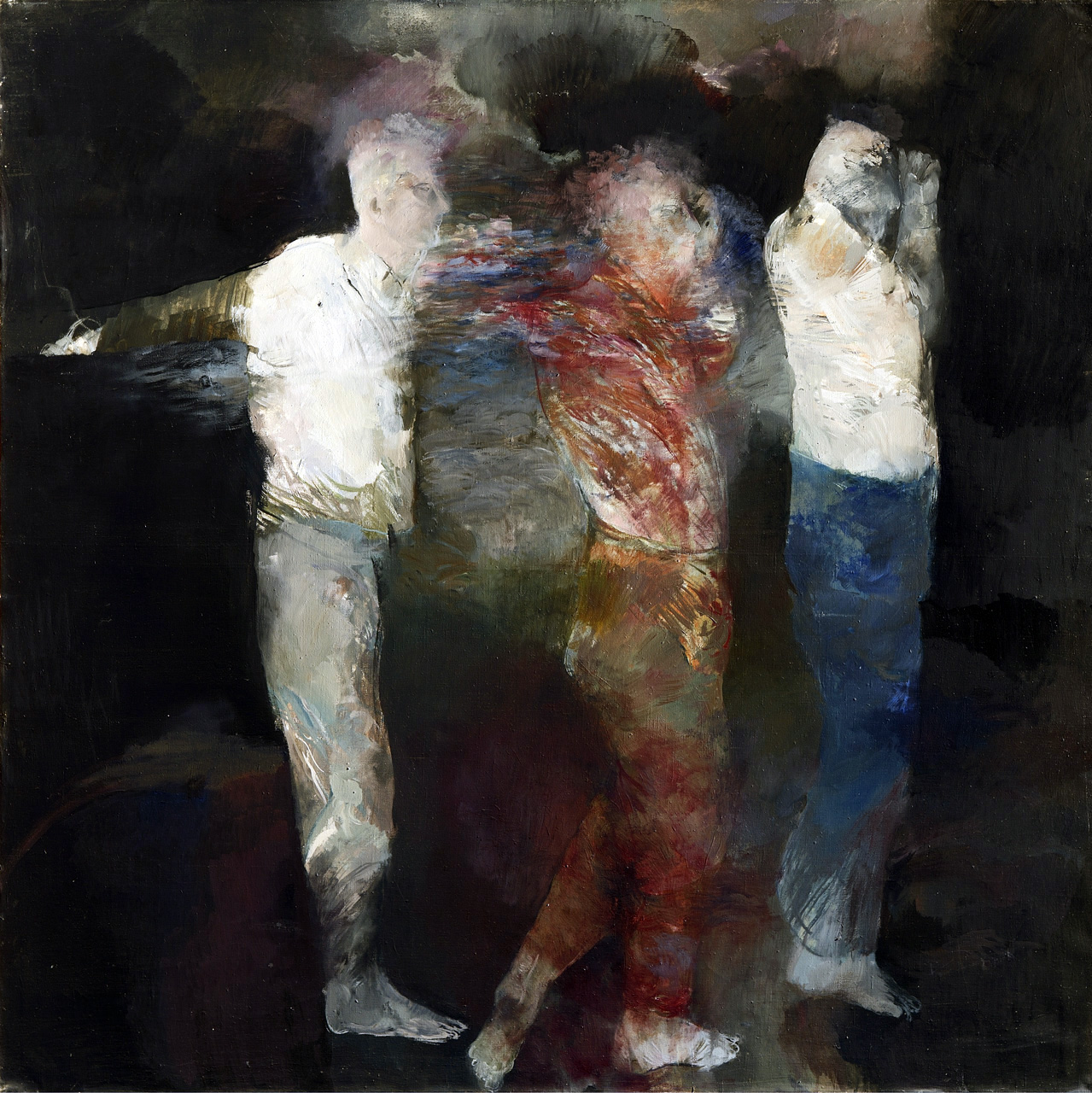
Muž ve větru, 1968
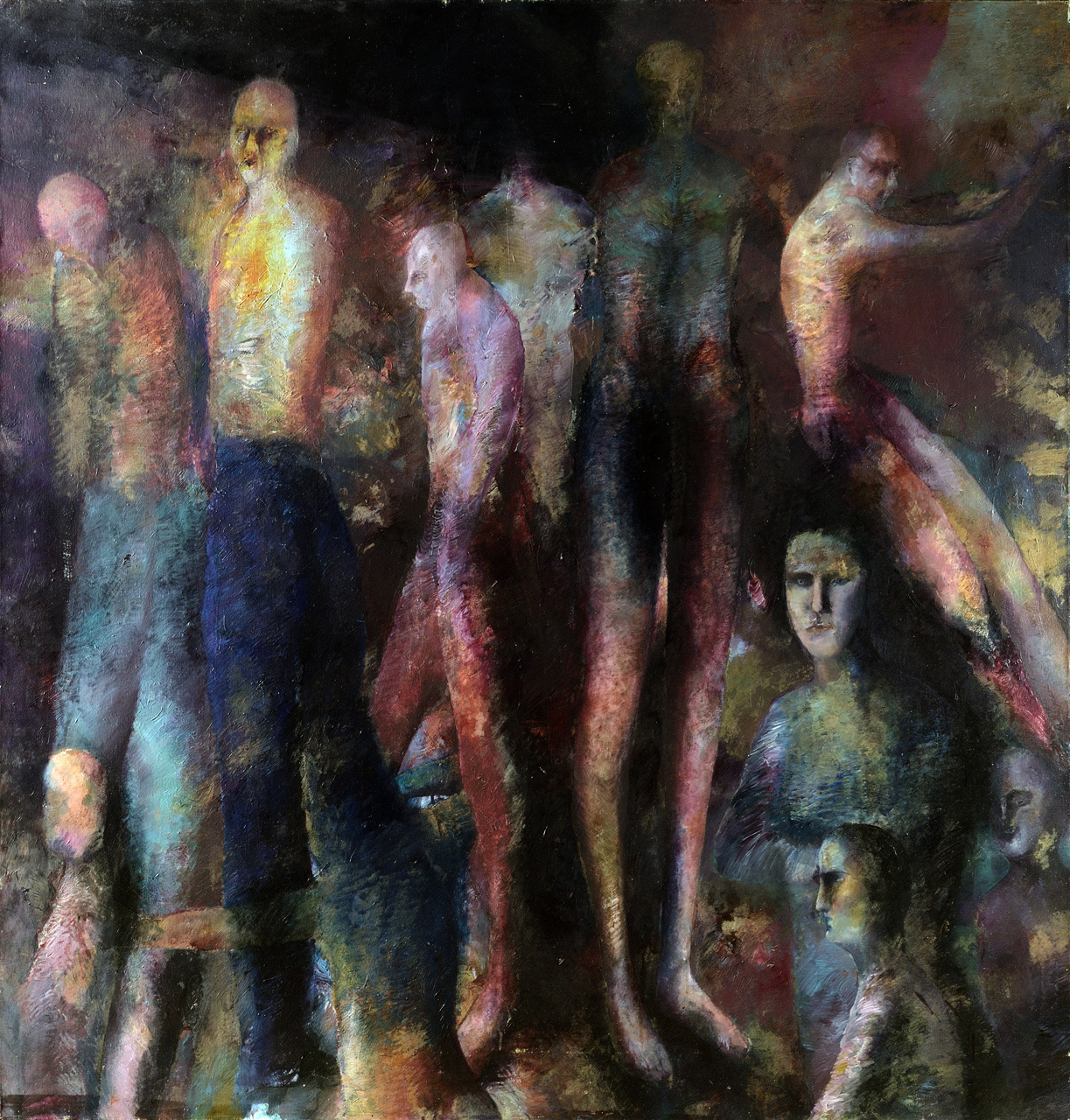
Dívají se každý jinam, 1971–1972
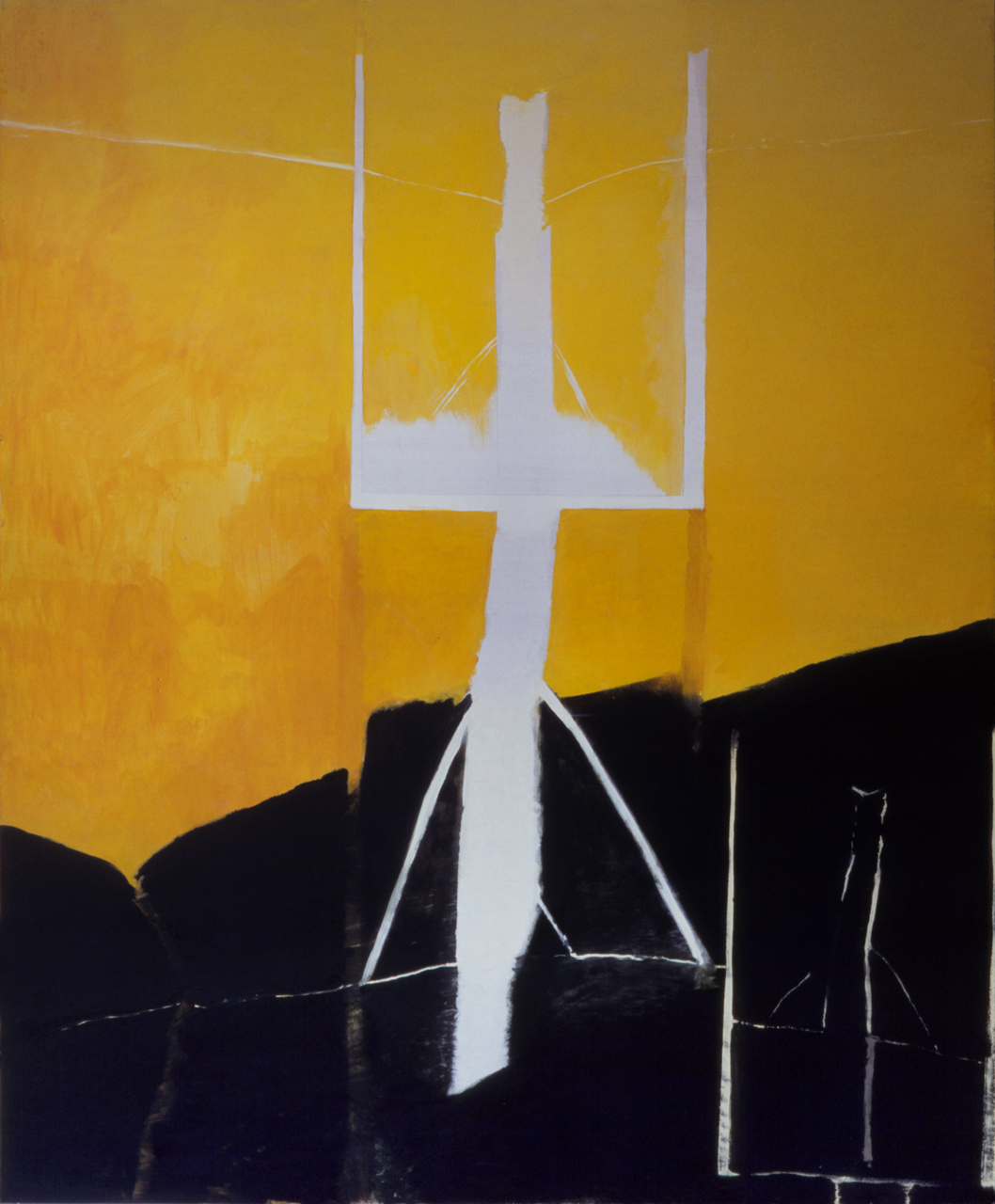
Pokus o vymezení prostoru pro postavu, 1978
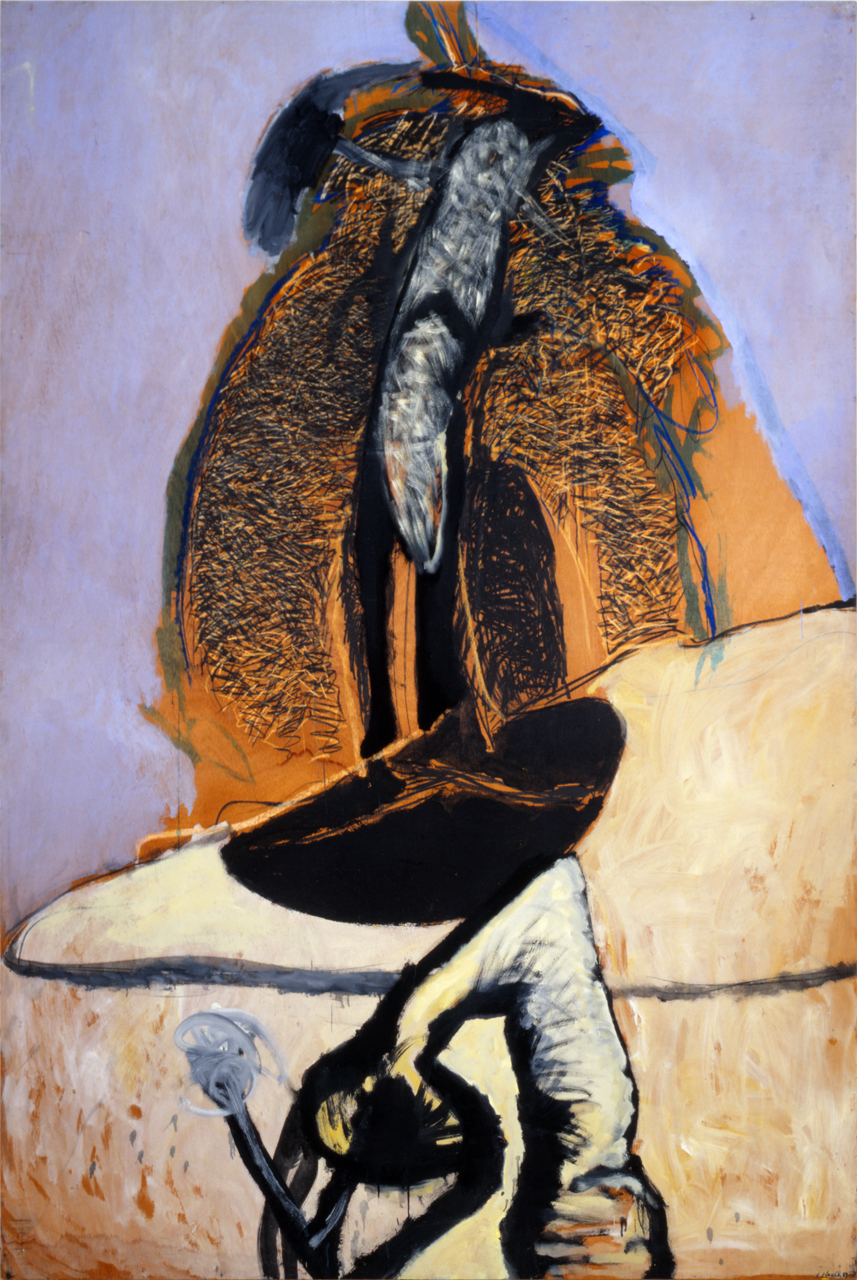
Postava na kopci, 1982
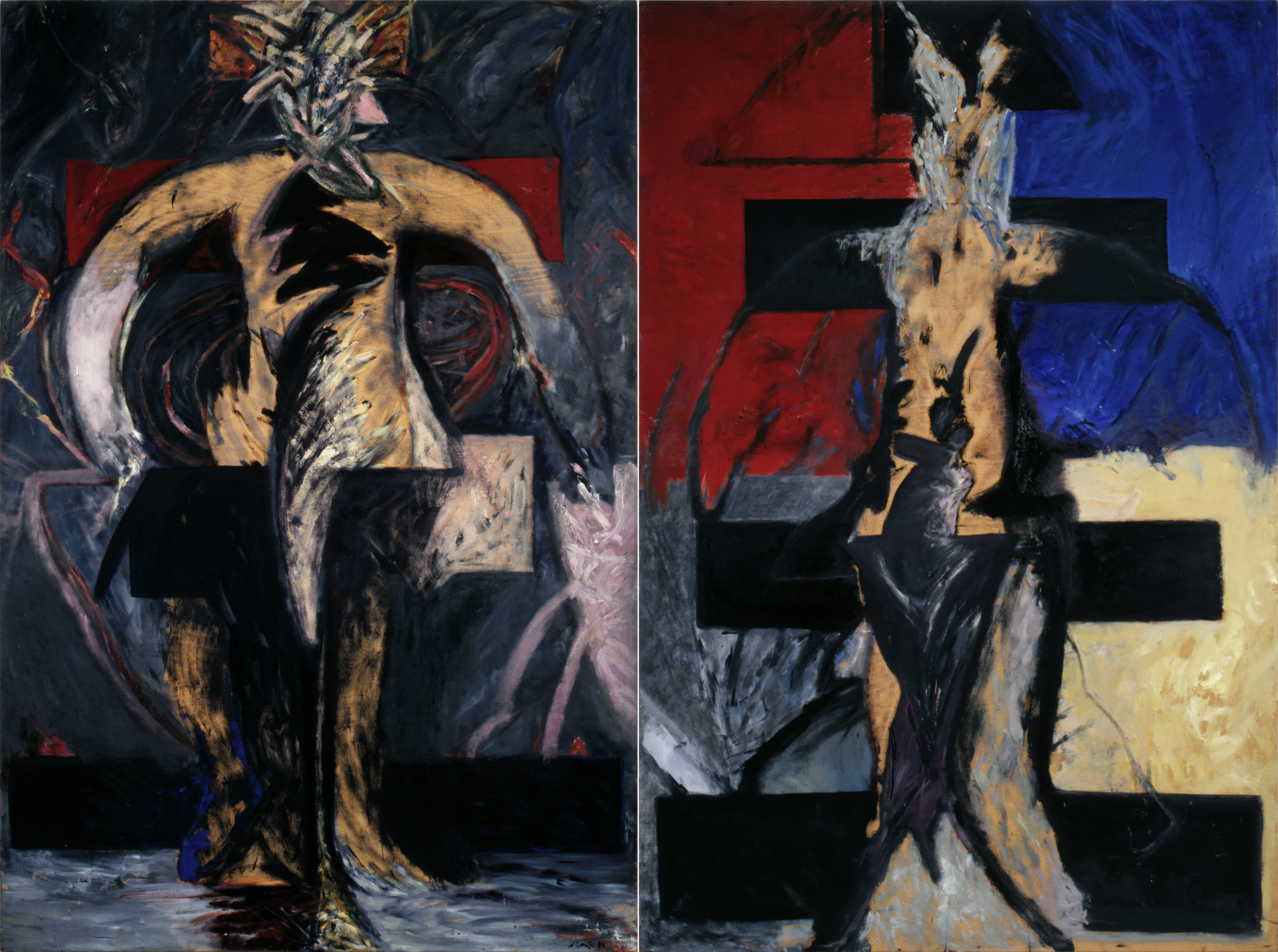
Transformace, 1986
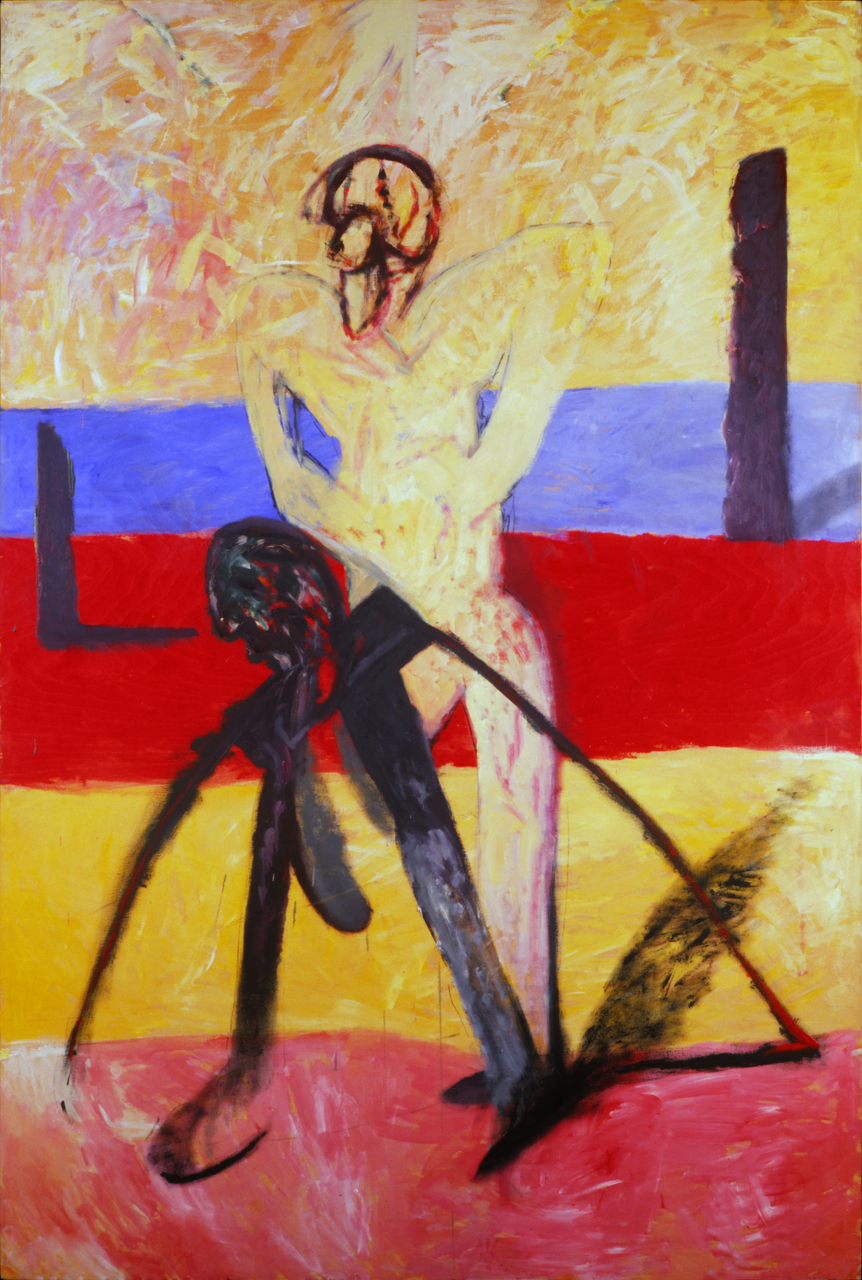
Já se svým otcem, 1990
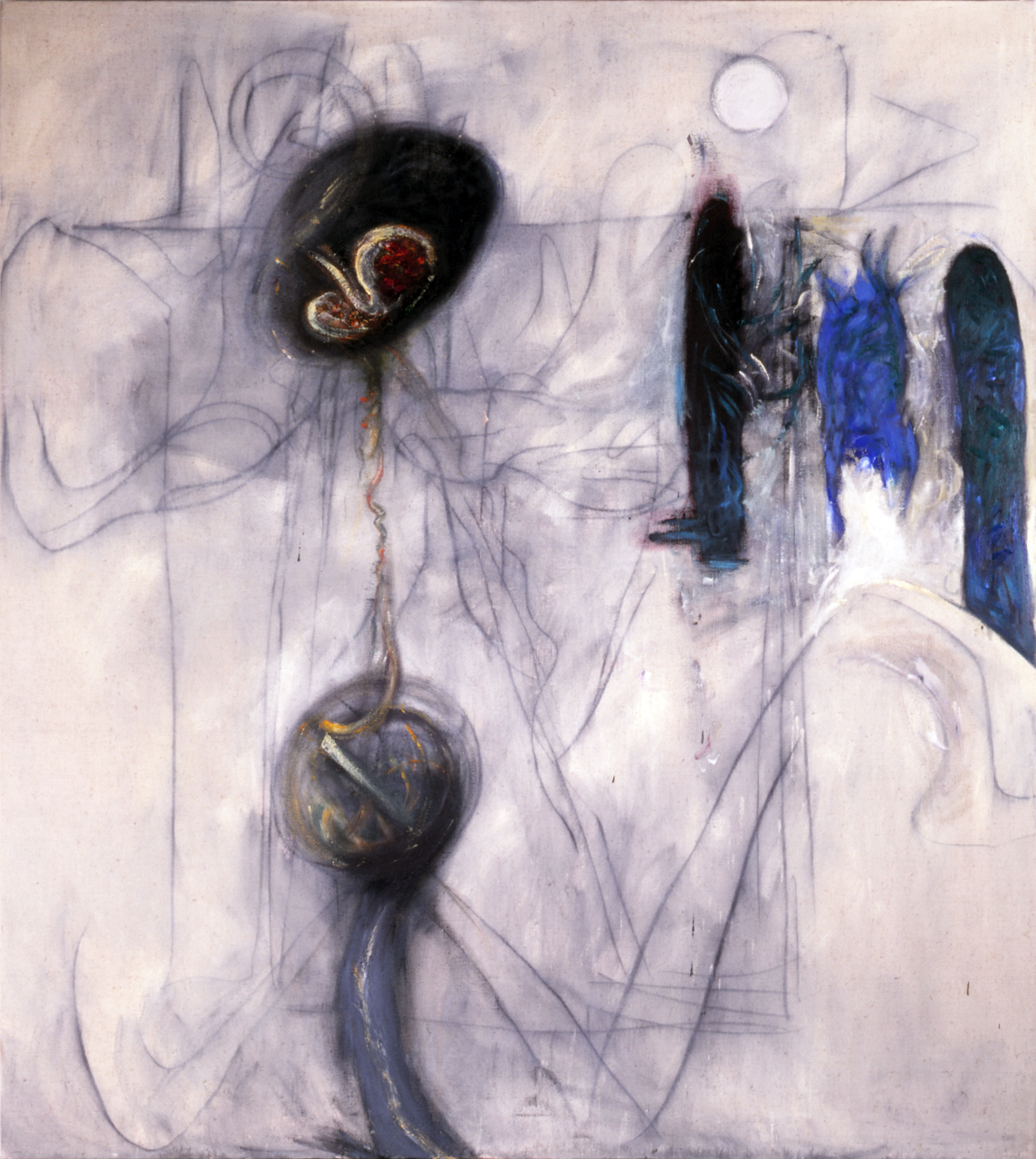
Smrt zajíce, 1997
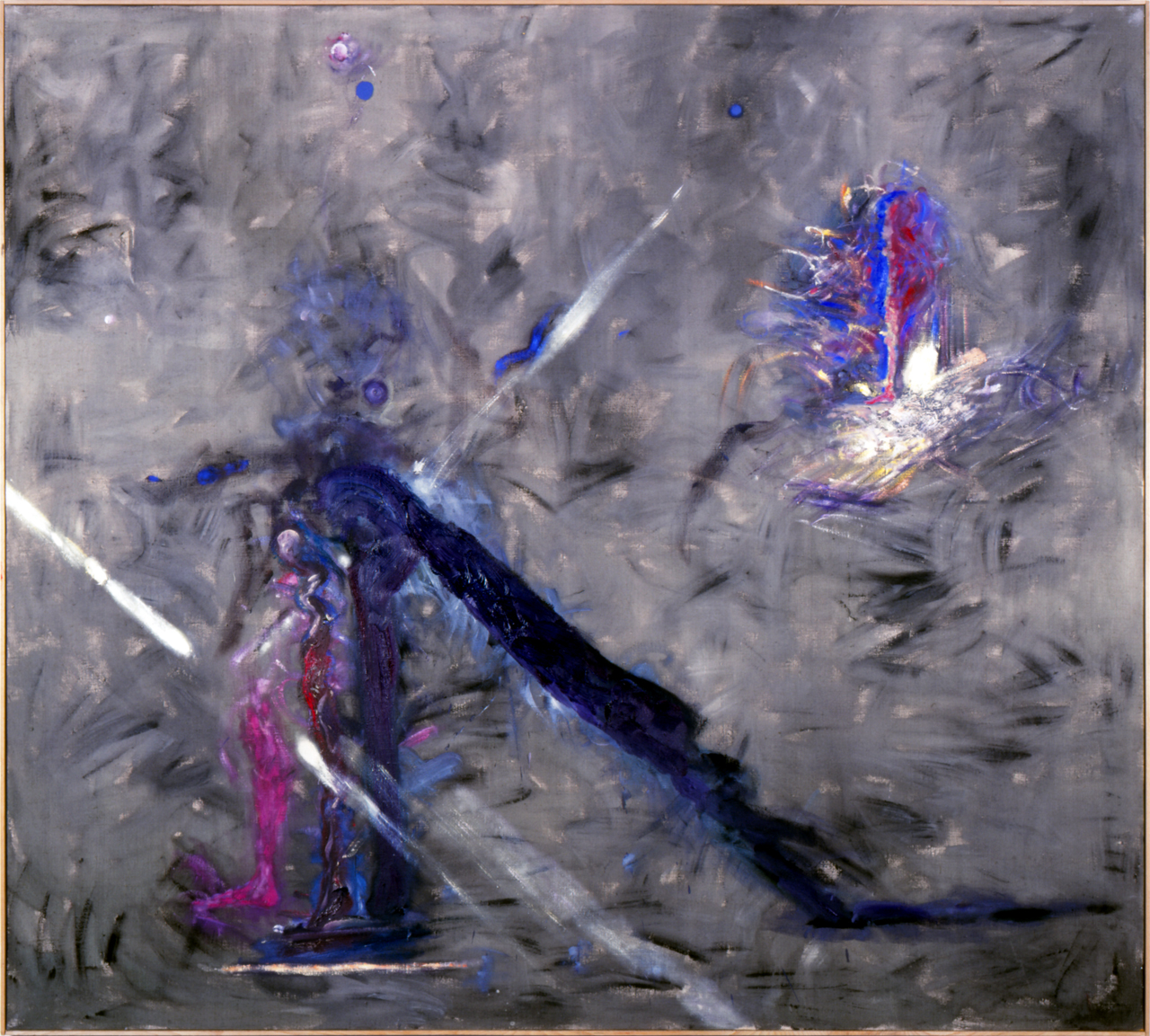
Turnerova noha, 1998
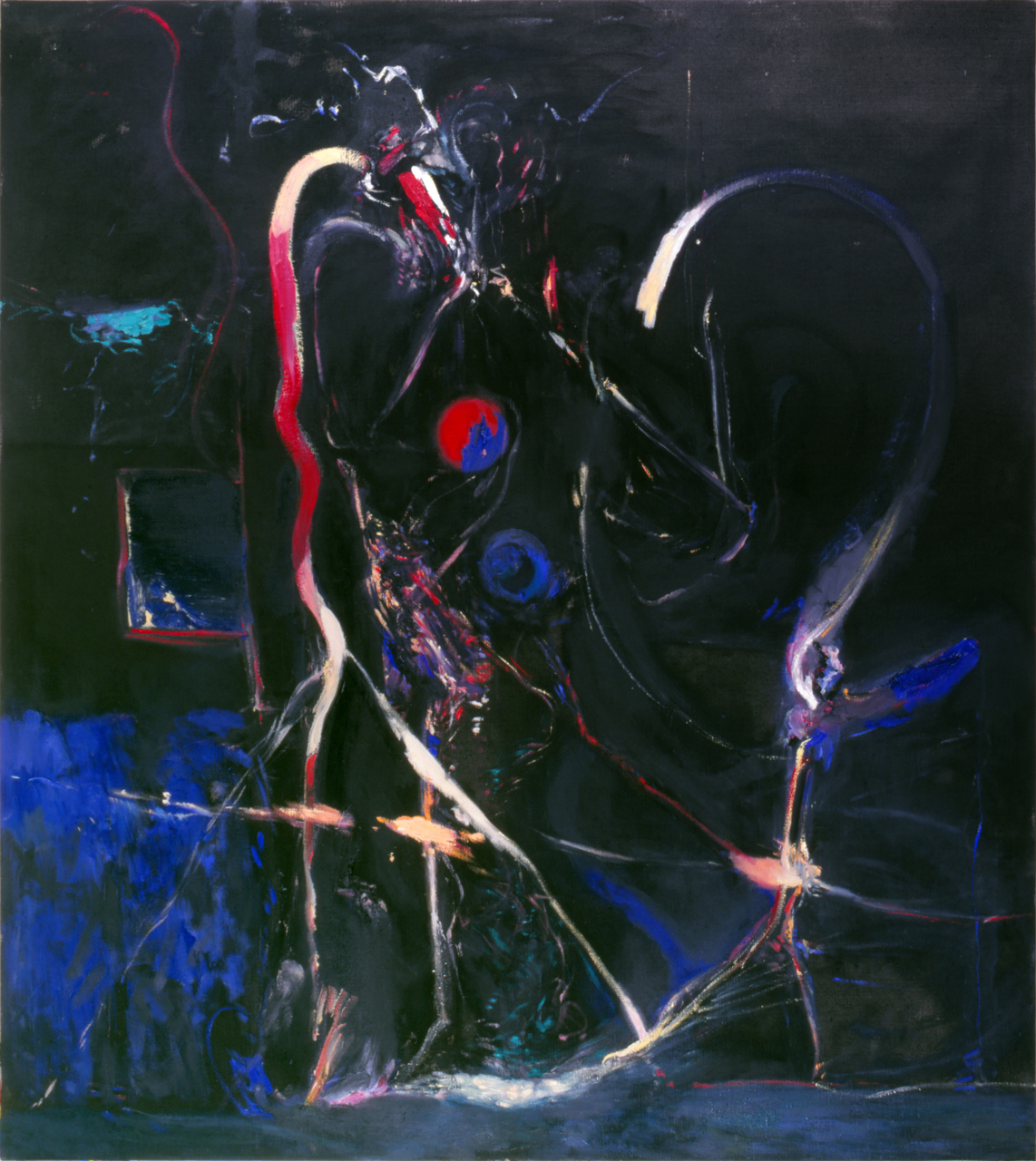
Černá série, 2001
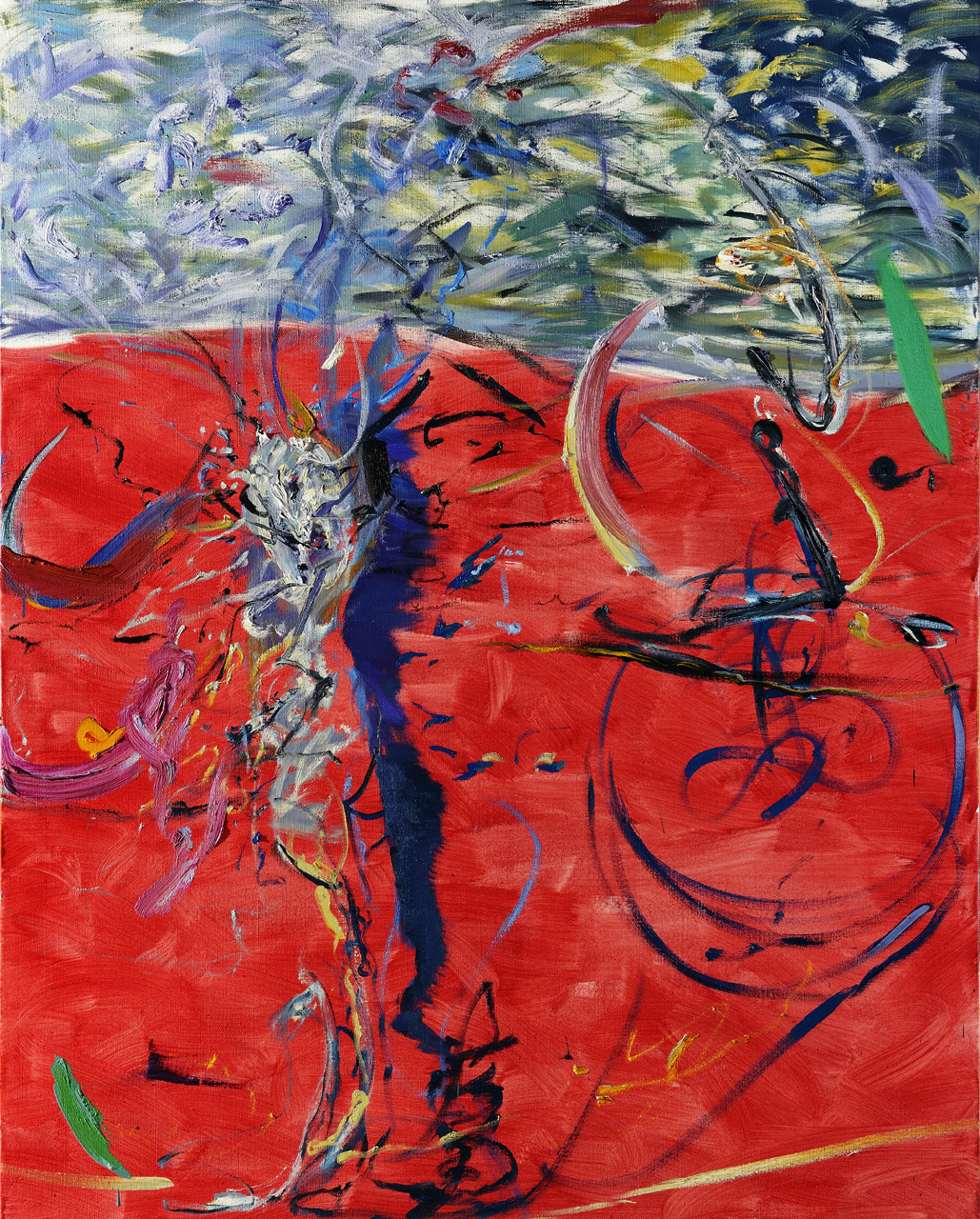
Nejistá příroda, 2015
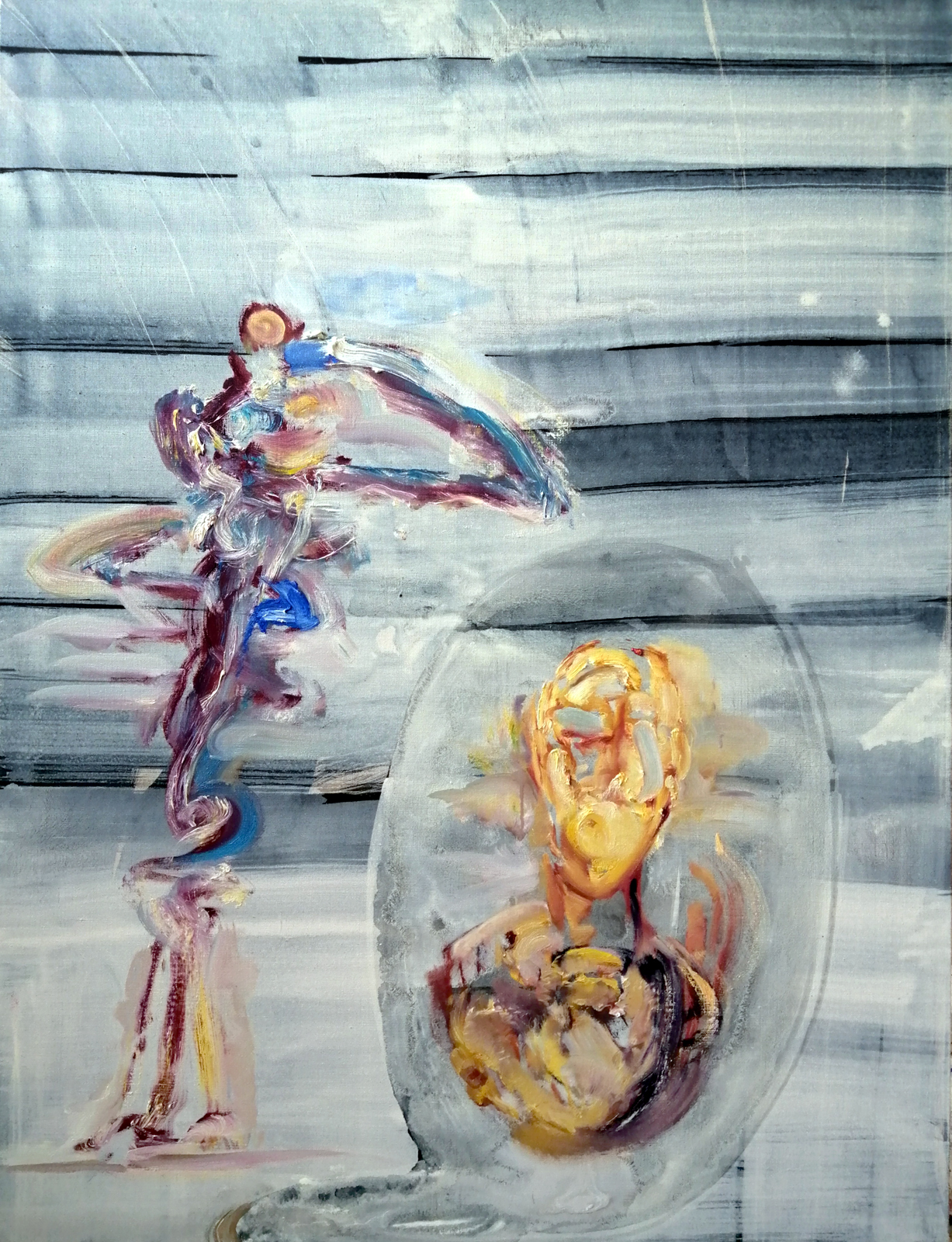
Busta, 2020
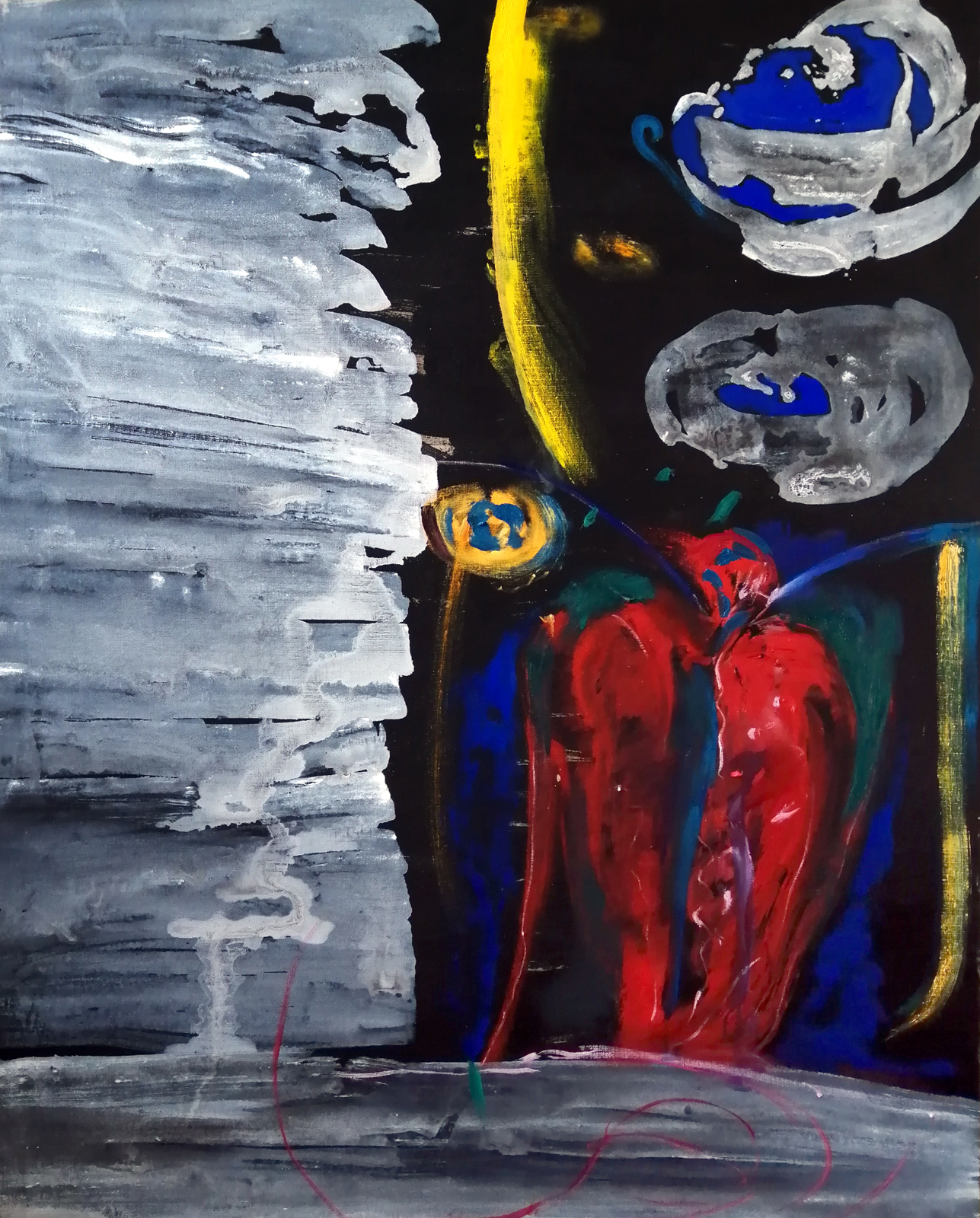
Krajina bez stínu, 2021
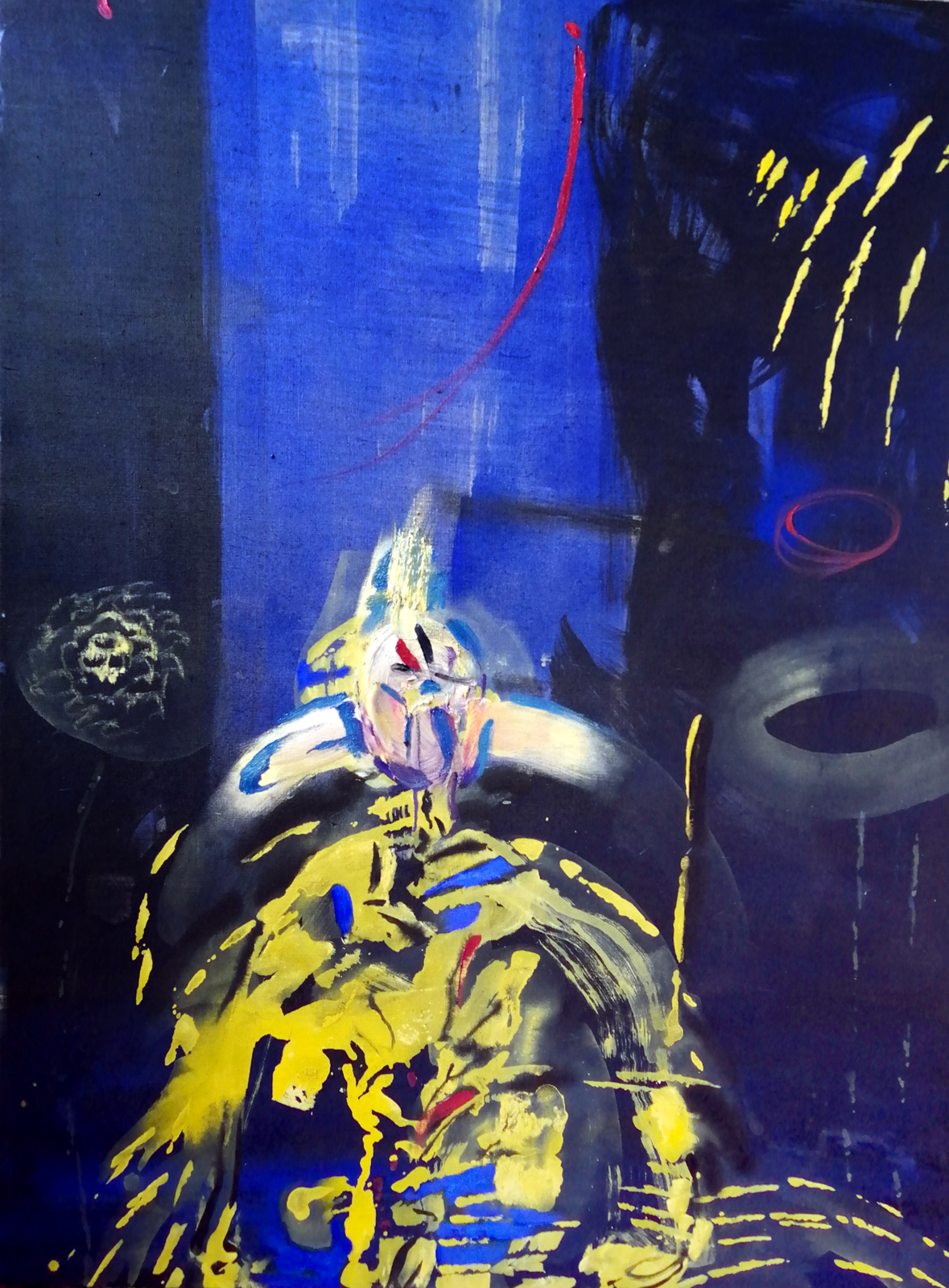
Muž v čase, 2021
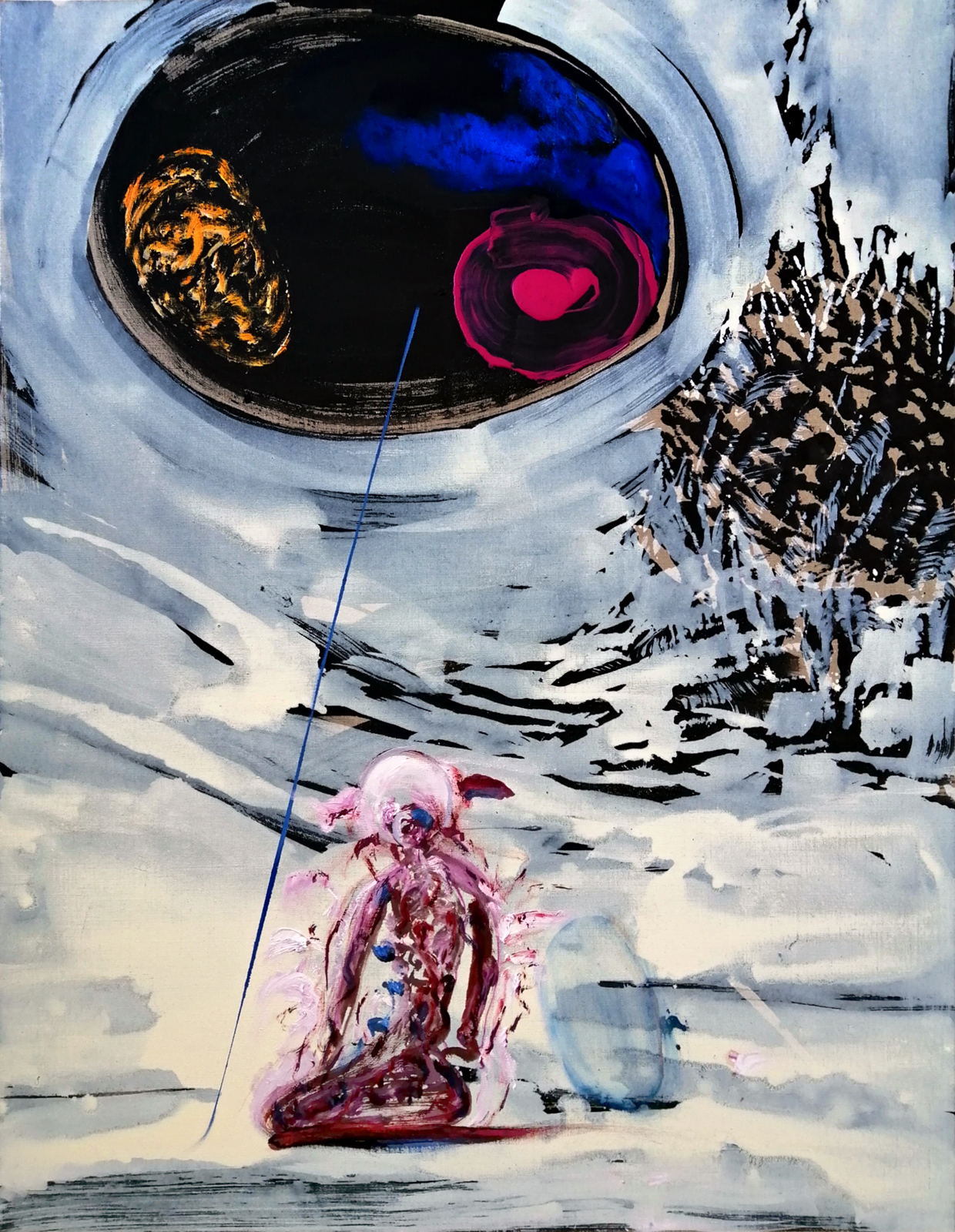
Nad hlavou, 2021
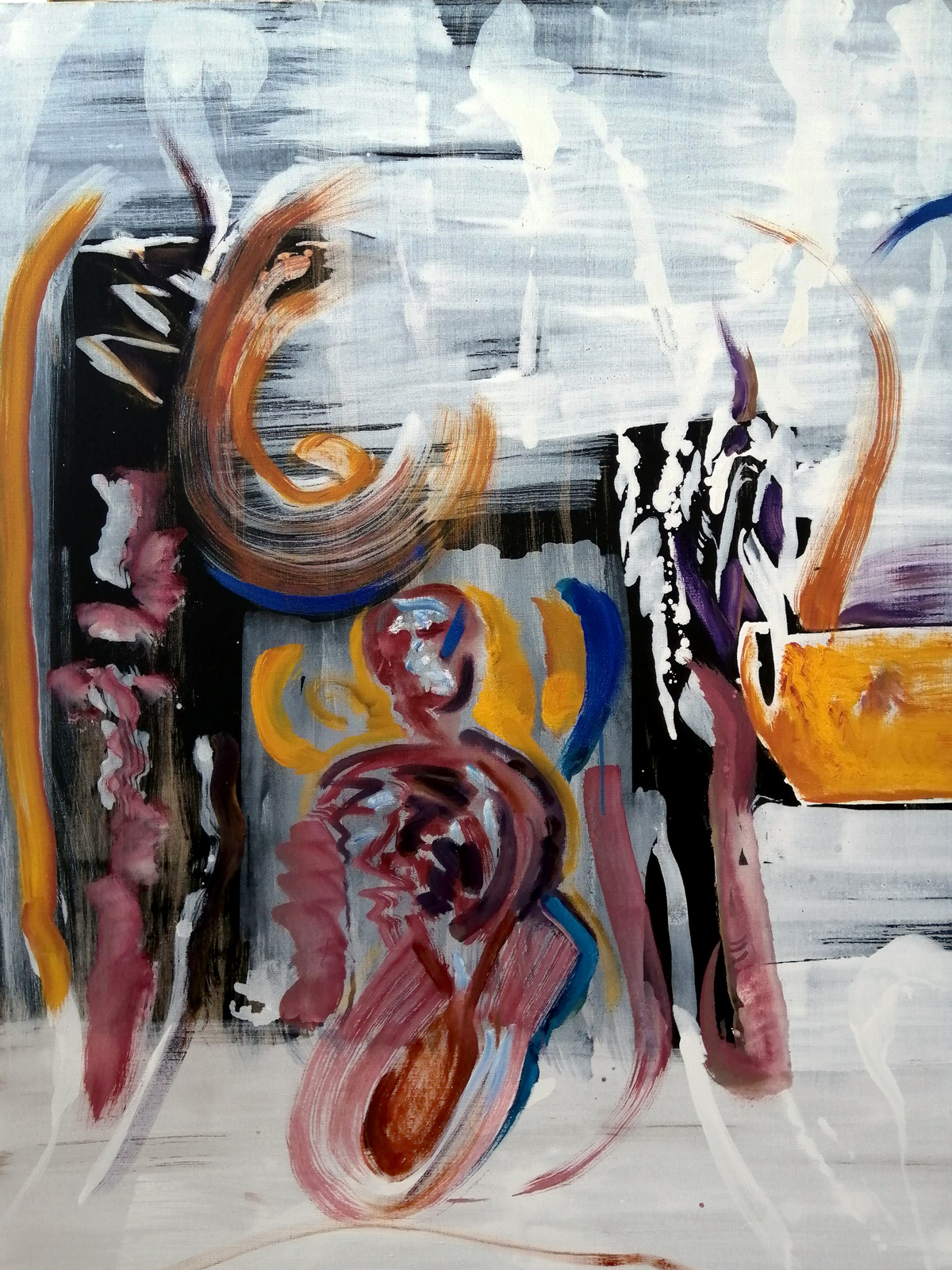
Uvnitř prostoru, 2023

### Zastoupení ve sbírkách
- Národní galerie v Praze
- Alšova jihočeská galerie v Hluboké nad Vltavou
- České muzeum výtvarných umění, Praha (nyní GASK, Kutná Hora)
- Galerie Benedikta Rejta
- Galerie hlavního města Prahy
- Galerie umění Karlovy Vary
- Galerie výtvarného umění, Roudnice nad Labem
- Oblastní galerie Liberec
- Galerie umění Karlovy Vary
- Muzeum umění Olomouc
- Západočeská galerie v Plzni
- Oblastní galerie Vysočiny v Jihlavě
- Severočeská galerie výtvarného umění v Litoměřicích
- Krajská galerie výtvarného umění ve Zlíně
- Muzeum umění a designu Benešov
- Galerie Klatovy / Klenová[25]
- Sbírka Edwarda Albee v New Yorku
- soukromé sbírky doma i v zahraničí

### Ilustrace – ocenění
- 1980 Cena za nejkrásnější knihu roku (Min. kulury a PNP)
- 1981 Bronzová plaketa BIB Bratislava (za ilustrace ke knize Moře, objevy, staletí)

### Ilustrace (výběr)
- Ludvík Souček, Bohové Atlantidy (1970)
- Ernest Thompson Seton, Rolf zálesák (1973)
- Emilio Salgari, Tygři z Mompracemu (1973)
- Tadeusz Różewicz, Moja dcéruška (1974)
- Klaus Bourquain, Stopy v písku (1976)
- Čtení o antice (1978)
- Jules verne, Ze Země na Měsíc (1979)
- Aleš Skřivan, Petr Křivský, Moře, objevy, staletí (1980)
- Alexandr Grobicki, Poklady na dně moří (1980)
- Jaromír Pelc, Žena a ona (1982)
- Jack London, Mořský vlk a jiné příběhy z moře (1989)
- Pavel Šrut, Přestupný duben (1989)
- Antonín Brousek, Zimní spánek (1991)
- Toulky českou minulostí 4–7 (1995–1998)
- Rabíndranáth Thákur, Sádhaná: O zlu a lásce (1999)

Vladimír Novák ilustroval celkem 45 knih.

### Výstavy

#### Autorské
- 1977 Vladimír Novák – J. Kašpar, Galerie Fronta, Praha
- 1979 Vladimír Novák, Činoherní klub Praha
- 1981 Vladimír Novák: Obrazy a kresby, Divadlo v Nerudovce, Praha
- 1982 Vladimír Novák, Kurt Gebauer, Dům kultury, Orlová
- 1983/1984 Vladimír Novák, Ústřední kulturní dům železničářů, Praha
- 1986 Vladimír Novák: Kresby, Galerie Na bidýlku, Brno
- 1986 Vladimír Novák, Galerie Opatov, Praha
- 1987 Vladimír Novák: Obrazy, Galerie hlavního města Prahy, Staroměstská radnice
- 1989 Vladimír Novák: Kresby, Malá galerie Československého spisovatele, Praha
- 1992 Vladimír Novák: Obrazy, kresby, kvaše / Pictures, drawings, gouaches, Galerie pod Vyšehradem, Praha 2
- 1994 Vladimír Novák: Rané obrazy a kresby, Galerie ´60/´70, Praha
- 1994 Vladimír Novák: Zjevení Svatého Jana, Galerie Litera, Praha
- 1994/1995 Vladimír Novák, Galerie Gema Art, Praha
- 1995 Vladimír Novák, Galerie umění Karlovy Vary
- 1999 Vladimír Novák: Muž ve větru / Man in the Wind, Míčovna Pražského hradu, Praha
- 2001 Vladimír Novák: Krásné dny, Obrazy 1967/1980, Galerie Peron, Praha
- 2002 Vladimír Novák: Il Paradiso: Kresby – drawings, Galerie Gambit, Praha
- 2002 Vladimír Novák: Obrazy, Galerie Bayer & Bayer, Řetězová, Praha
- 2003/2004 Vladimír Novák (Česká kresba 15), Galerie umění Karlovy Vary
- 2005 Vladimír Novák: Quasiretro, Mánes, Praha
- 2005 Vladimír Novák: Doppioluogo, Studio Guastalla Arte Moderna e Contemporanea, Milán
- 2005 Vladimír Novák: Bloudění (Práce na papíře), Oblastní galerie Liberec
- 2005 Vladimír Novák, Galerie Na půdě, Vrchlabí
- 2007 Vladimír Novák: Prostory a krajina, Galerie Woxart, Praha
- 2009 Vladimír Novák: Obrazy 2003–2009, Vladimír Novák: Blšany, Galerie Benedikta Rejta, Louny[27]
- 2009 Vladimír Novák: Malé formáty, Galerie Dion, Praha
- 2011/2012 Vladimír Novák: Magma, světlo poutníka, Děkanský chrám Nanebevzetí Panny Marie, Most[28]
- 2012 Vladimír Novák: Za horizontem, Topičův salon, Praha[29]
- 2012 Vladimír Novák, Galerie Magna, Ostrava
- 2013 Vladimír Novák: Útěk z kříže, Galerie Vltavín, Praha
- 2017 Vladimír Novák: Kontinuita, Museum Montanelli, Praha
- 2019 Vladimír Novák: Kresby a malby z let 2017–2019, Galerie Mariánská, České Budějovice
- 2020 Vladimír Novák: Krajiny současné a minulé, Galerie města Loun[30]

#### Společné (výběr)
- Přehled viz abART Vladimír Novák: kolektivní výstavy

### Monografie
- Vladimír Novák (1967–2017), text Ivan Neumann, 296 s., vydal ADR invest s.r.o., Tiskárna daniel / Atelijèur Půda, Praha 2017, ISBN 978-80-903133-4-7

### Katalogy
- Vladimír Novák: Obrazy a kresby, text Karel Holub, Divadlo v Nerudovce, Praha 1981
- Vladimír Novák, text Marcela Pánková, 24 s., Ústřední kulturní dům železničářů, Praha 1983
- Vladimír Novák: Kresby, 4 s., Galerie Na bidýlku, Brno 1986
- Vladimír Novák, text Roman Prahl, 2 s., Kulturní středisko Opatov 1986
- Vladimír Novák: Obrazy, text Hana Rousová, 24 s., Galerie hlavního města Prahy 1987
- Vladimír Novák: Rané obrazy a kresby, text Josef Hlaváček, 6 s., Galerie ´60/´70, Praha 1994
- Vladimír Novák: Zjevení Svatého Jana, text Jan Balabán, 4 s., Galerie Litera, Praha 1994
- Vladimír Novák, text Alena Potůčková, 68 s., České muzeum výtvarných umění, Praha 1994, ISBN 80-7056-018-5
- Vladimír Novák: Muž ve větru / Man in the Wind, texty Ivan Neumann, Alena Potůčková, Josef Hlaváček, 107 s., Gema Art Group, spol. s.r.o., Praha 1999, ISBN 80-86087-21-2
- Vladimír Novák: Krásné dny (Obrazy 1967/1980), texty Ivan Neumann, Jan Mach, 48 s., Galerie Peron, Praha 2001, ISBN 80-902866-3-1
- Česká kresba 15 (Vladimír Novák), text Ruggero Sicurelli, 8 s., Galerie umění Karlovy Vary 2003, ISBN 80-85014-50-5
- Vladimír Novák: Bloudění (Práce na papíře), text Markéta Kroupová, 8 s., Oblastní galerie Liberec 2005, ISBN 80-85050-53-6
- Vladimír Novák: Prostory a krajina, 8 s., WOXART s.r.o. Praha 2007
- Vladimír Novák: Blšany, Louny (Obrazy 2003–2009), text Alica Štefančíková, 113 s., Galerie Benedikta Rejta 2009, ISBN 978-80-85051-13-1
- Vladimír Novák, text Josef Hlaváček, 120 s., Techo a.s., WOXART s.r.o., ADR s.r.o., SI Corporate Finance, a.s., Praha 2011, ISBN 978-80-239-8982-3
- Vladimír Novák: Za horizontem, text Ivan Neumann, 16 s., Společnost Topičova salonu, Praha 2012
- Vladimír Novák, text Ivan Neumann, 2 s., Galerie Magna, Ostrava 2012